# ADVAN

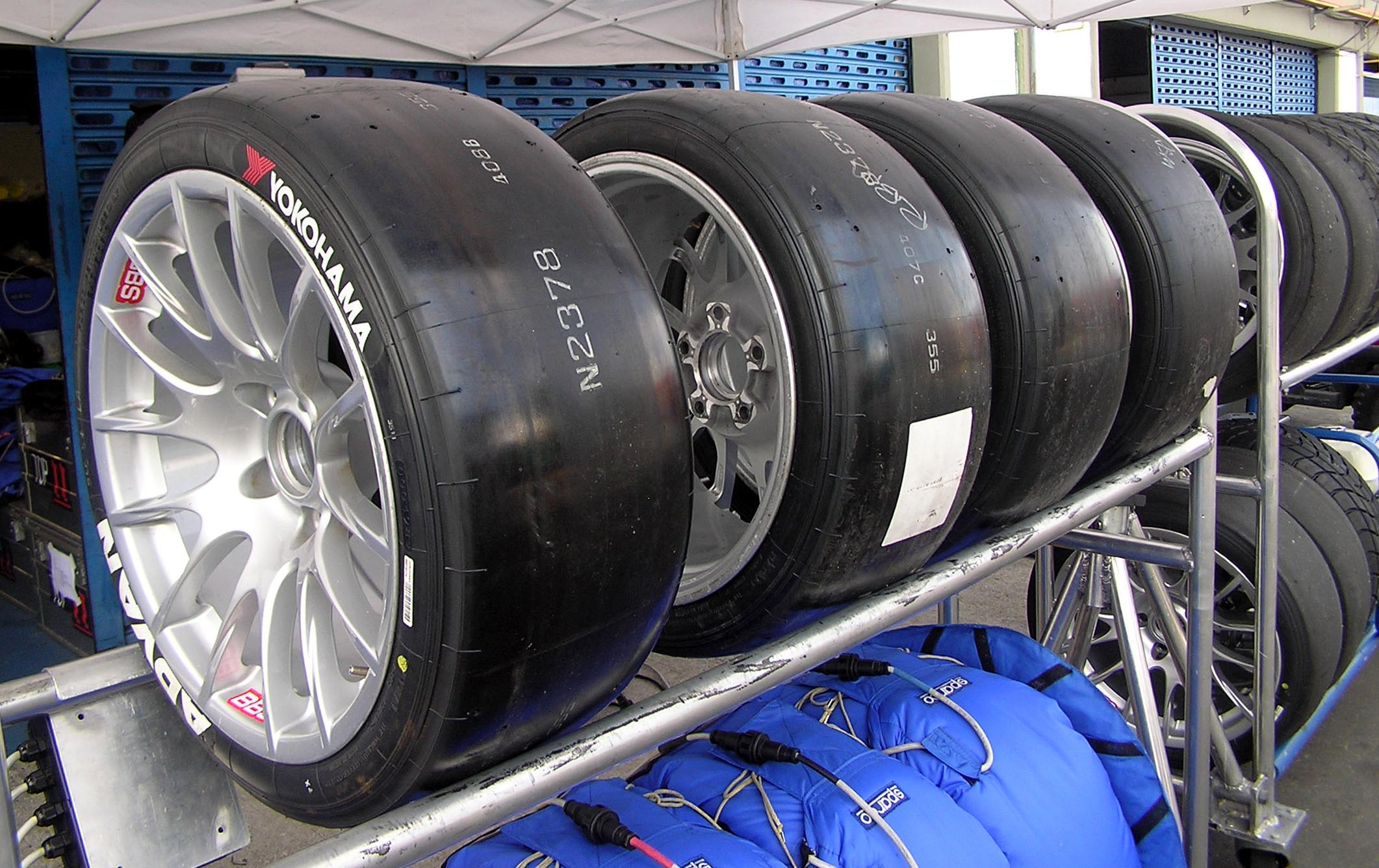
世界ツーリングカー選手権に供給されていたタイヤ（2006年）

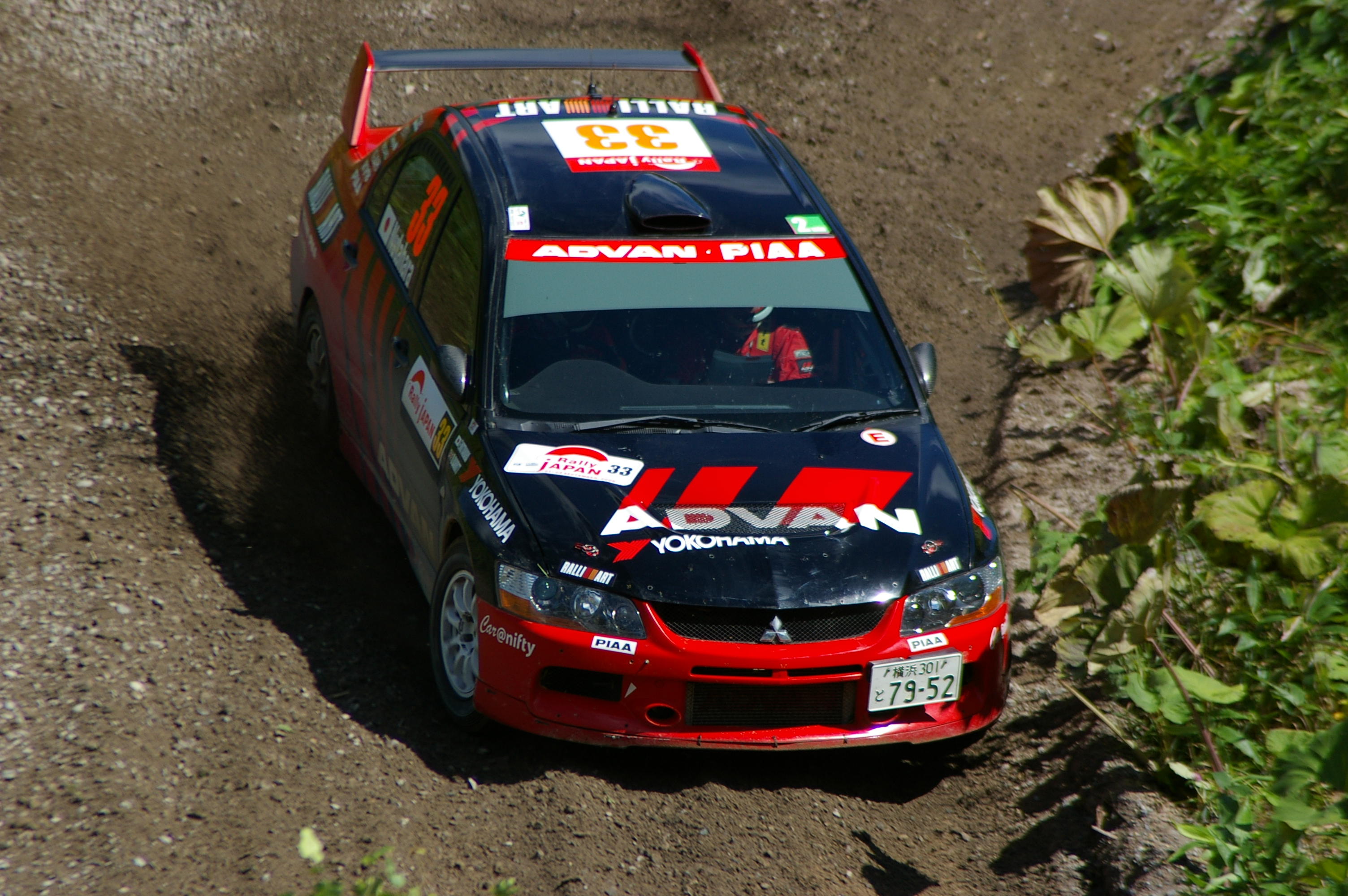
ADVANがサポートする車両は黒と赤の塗装が特徴である。

ADVAN（アドバン）は、1978年より横浜ゴムから発売されているタイヤおよびアルミホイールの各ブランド名である。
本項では便宜上、ADVANブランド以外の横浜ゴムのモータースポーツ活動についても扱う。

## 概要
横浜ゴムは1966年に、初めてのレース専用タイヤとして「Y415/Y416」を開発。
1978年に「ADVAN」ブランドが誕生。名前の由来は「前進する」という意味のADVANCEがもとになっている。シリーズ第1弾はタイヤ「ADVAN HF」、およびアルミホイール「ADVAN ディッシュ」だった。当時欧州では「日本の乗用車用ラジアルタイヤはウェット性能が低い」という評価が一般的で、「HF」は「世界最高レベルのウェット性能」を目標に開発された。
近年まではモータースポーツでの使用や、サーキット走行を前提に開発されたタイヤ／ホイールだけに特化していたが、2005年に横浜ゴムが「ADVAN」を世界戦略ブランドとして使用する方針に転換。そのため現在は、欧州のプレミアムカー用タイヤや航空機用タイヤなど、横浜ゴムを代表するグローバル・フラッグシップ・ブランドへと成長している。
アメリカ映画「スピード・レーサー」（日本のアニメ「マッハGoGoGo」の実写版）に登場するマッハ号にも装着されている。

### 航空機用タイヤ
航空機用タイヤでは、2006年4月より「ADVAN AC Y-255」が全日本空輸（現ANAホールディングス）のボーイング777用として供給されていた。航空機用タイヤは1本で25tの荷重を支え、300km/hを優に越えるF1並の離陸速度や250Km/h以上での着陸速度、そして航行中の上空マイナス55度の超低温（その上、航空機のタイヤ収納スペースは与圧されていない）にも耐え、かつ供用中の破損は絶対に許されないという非常に過酷な設計条件が課せられている。
そのように技術的なハードルが高いため、世界でも航空機用タイヤを開発・供給しているメーカーはわずか4社のみ（横浜ゴム・ブリヂストン・ミシュラン・グッドイヤー）である。
この「ADVAN AC Y-255」 は、そのような技術的課題をクリアした航空機用ラジアルタイヤであり、同社の持てる最高の技術が投入されるADVANの技術力をアピールするものとして全日空の協力の下、大々的にPRされた（後にライバル会社のブリヂストンはANAのライバル会社である日本航空（JAL）のボーイング777を起用し、同様に航空機用タイヤの広告を行なっている）。だがその後、2009年3月に航空機タイヤの製造・販売からの撤退を決定した。

## タイヤ供給先

### マルチメイク
- 全日本GT選手権→SUPER GT
- 全日本ラリー選手権
- SUPERRACE CHAMPIONSHIP
- ニュルブルクリンク24時間レース

### ワンメイク
- スーパーフォーミュラ（2016年 - ）
- インタープロトシリーズ（2013年 - ）

### 過去供給していたカテゴリ
- インターナショナル・フォーミュラ・マスター（2007年 - 2009年）
- FIA F2選手権（2012年）
- 世界ツーリングカー選手権（2006年 - 2017年）
- ロータスカップ・ジャパン2007
- シビック・インターシリーズ
- フォーミュラ4（1993年 - 2011年）
- 富士チャンピオンレース・カローラアクシオ GTクラス（2009年7月 - 2012年）
- ル・マン24時間レース
- デイトナ24時間レース
- スーパー耐久
- F3・マカオグランプリ（1983年 - 2015年、2017年 - 2018年）
- 全日本F3選手権（2011年 - 2019年）
- スーパーFJ、FJ1600（2010年 - 2021年）
- 86/BRZレース（2013年 - 2021年）
- 世界ツーリングカーカップ（2018年 - 2019年）
- 全日本スーパーフォーミュラ・ライツ選手権（2020年 - 2022年、2023年第4戦 - 最終戦）
- 全日本ツーリングカー選手権(JTC) (1985年-1993年)　シーズンによってはすべてのクラスにアドバンカラーが走ることもあった
- 全日本ツーリングカー選手権(JTCC) (1994年-1998年)

## 製品
- ADVAN Neova シリーズ- スポーツ走行向け。「ADVAN GLOBAシリーズ」の後継モデル。初代モデルは左右非対称パターンのAD05・AD06（右側用と左側用に分けて形式が付けられていた）現在4代目のAD08Rと5代目のAD09が併売中(2022年現在)
- ADVAN Sport - スポーツとコンフォートを両立したプレミアムカー向フラッグシップモデル。AVS Sportの後継に位置し、一部の欧州車にOE装着されているものは「V105 」のサブネームが付く。(一部サイズにランフラットタイヤも設定されている。)
- ADVAN FLEVA - 2016年よりラインナップに加わった、「楽しいハンドリング」というテーマとラベリングaの高いウェット性能を持つ。
- ADVAN dB - 静粛性を高めた、コンフォートタイプのフラッグシップモデル。「DNA dB」の後継。
- ADVAN S/T - SUV向けスポーツタイヤ
- ADVAN A048 - 競技用
- ADVAN A050 - A048の後継モデル
- ADVAN A052 - 2016年8月発売。A050の後継モデル。
- ADVAN A053 - ラリー・ダートトライアル競技用タイヤ

## 過去の製品
- ADVAN HF
- ADVAN HFtypeD（2017年秋より旧車用アイテムとして発売）
- ADVAN NEXUS
- ADVAN GLOBA